# Galápagos (Spagna)
Galápagos è un comune spagnolo di 2 368 abitanti situato nella comunità autonoma di Castiglia-La Mancia.